# Емельянов, Тарас Фёдорович
Тарас Фёдорович Емельянов — помощник командира взвода пешей разведки 115-го гвардейского стрелкового полка (38-й гвардейская стрелковая дивизия, 70-й армия 2-го Белорусский фронт), гвардии старший сержант.

## Биография
Тарас Фёдорович Емельянов родился в крестьянской семье в селе Сосновка Дебёсского уезда Вотской автономной области (в настоящее время Шарканский район Удмуртии). Получил начальное образование, работал в колхозе.
В 1942 году Шарканским райвоенкоматом призван в ряды Красной армии. С февраля 1942 года — на фронтах Великой Отечественной войны.
Приказом по 115-му гвардейскому стрелковому полку от 23 августа 1943 года гвардии красноармеец Емельянов был награждён медалью «За отвагу» за мужество и героизм в боях против немецко-фашистских захватчиков и за то, что 18 августа разведал оборонительную систему противника на подступах к селу Каменка.
Приказом по 115-му гвардейскому стрелковому полку от 4 декабря 1943 года гвардии красноармеец Емельянов был награждён второй медалью «За отвагу» за мужество и героизм в боях против немецко-фашистских захватчиков и за то, в бою у деревни Какель 2 декабря 1943 года автоматным огнём очистил траншею от солдат противника, уничтожив 2-х солдат.
29 июля 1944 года в ходе боёв за Брест гвардии сержант Емельянов, будучи старшим группы разведчиков, обнаружил противника, прикрывавшего отход обоза. Засев с фланга, Емельянов внезапно открыл массированный автоматный огонь по противнику, уничтожив до взвода солдат. Сам лично, заметив убегавшего офицера, догнал и убил его в перестрелке, сняв с него документы, имеющие ценность по разведке. Приказом по 38 гвардейской стрелковой дивизии от 22 августа 1944 года он был награждён орденом Красной Звезды.
27 августа 1944 года возле населённого пункта Раштув в 8 км севернее Воломина командир отделения гвардии сержант Емельянов по заданию командования в разведке должен был добыть контрольного пленного. Ночью, подобравшись к окопам противника, он с отделением первым ворвался в траншею и обезоружил и взял в плен пулемётчик противника. Приказом по 38-й гвардейской стрелковой дивизии от 22 сентября 1944 года он был награждён орденом Славы 3-й степени.
Командир отделения гвардии старший сержант Емельянов вместе с группой захвата, имея задачу захватить контрольного пленного, 17 января 1945 года вместе со стрелковыми подразделениями преодолел реку Вкра в 12 км севернее города Новы-Двур-Мазовецкий, первым ворвался в траншею противника, уничтожил 2-х солдат противника и 2-х взял в плен. Приказом по войскам 70-й армии от 18 февраля 1945 года он был награждён орденом Славы 2-й степени.
В период боёв за освобождение Гдыни 20—27 марта 1945 года гвардии старший сержант Емельянов выполнял задания командования по разведке противника. 22 марта в районе станции Гросс-Кату (Гдыня-Вельки-Кацк) разведывал огневые точки противника, которые по его донесениям были уничтожены артиллерией. 27 марта в уличных боях в городе с группой разведчиков обнаружил 4 пулемётные точки и 2 пушки прямой наводки, которые по его указаниям были уничтожены артиллерией, чем способствовал стрелковым подразделениям в успешном овладении городом. Указом Президиума Верховного Совета СССР от 29 июня 1945 года он был награждён орденом Славы 1-й степени.
Приказом по 115-му гвардейскому стрелковому полку от 4 декабря 1943 года гвардии старший сержант Емельянов был награждён медалью «За боевые заслуги» за мужество и героизм в боях против немецко-фашистских захватчиков и за то, что при форсировании болота Рандов-Брух будучи старшим головного дозора разведал систему обороны противника и выявил слабые места, что помогло стрелковым подразделениям штурмовать позиции противника.
Гвардии старший сержант Емельянов был демобилизован декабре 1945 года. Жил в городе Ижевск. Работал в органах МВД, затем слесарем-шлифовщиком в объединении «Ижсталь».
За успехи в труде был награждён орденом «Знак Почёта».
В 1985 году в ознаменование 40-летия Победы он был награждён орденом Отечественной войны 1-й степени.
Скончался Тарас Фёдорович Емельянов 10 сентября 1990 года.